# بل‌ویو (فلوریدا)
بل‌ویو (به انگلیسی: Belleview) شهری در شهرستان ماریون ایالت فلوریدا است که در سال ۱۸۸۵ بنیان‌گذاری شده‌است. این شهر طبق سرشماری سال ۲۰۱۰ میلادی، ۴٬۴۹۲ نفر جمعیت داشته و مساحت آن نیز ۴٫۷ کیلومتر مربع است.